# Nicolas Tournier

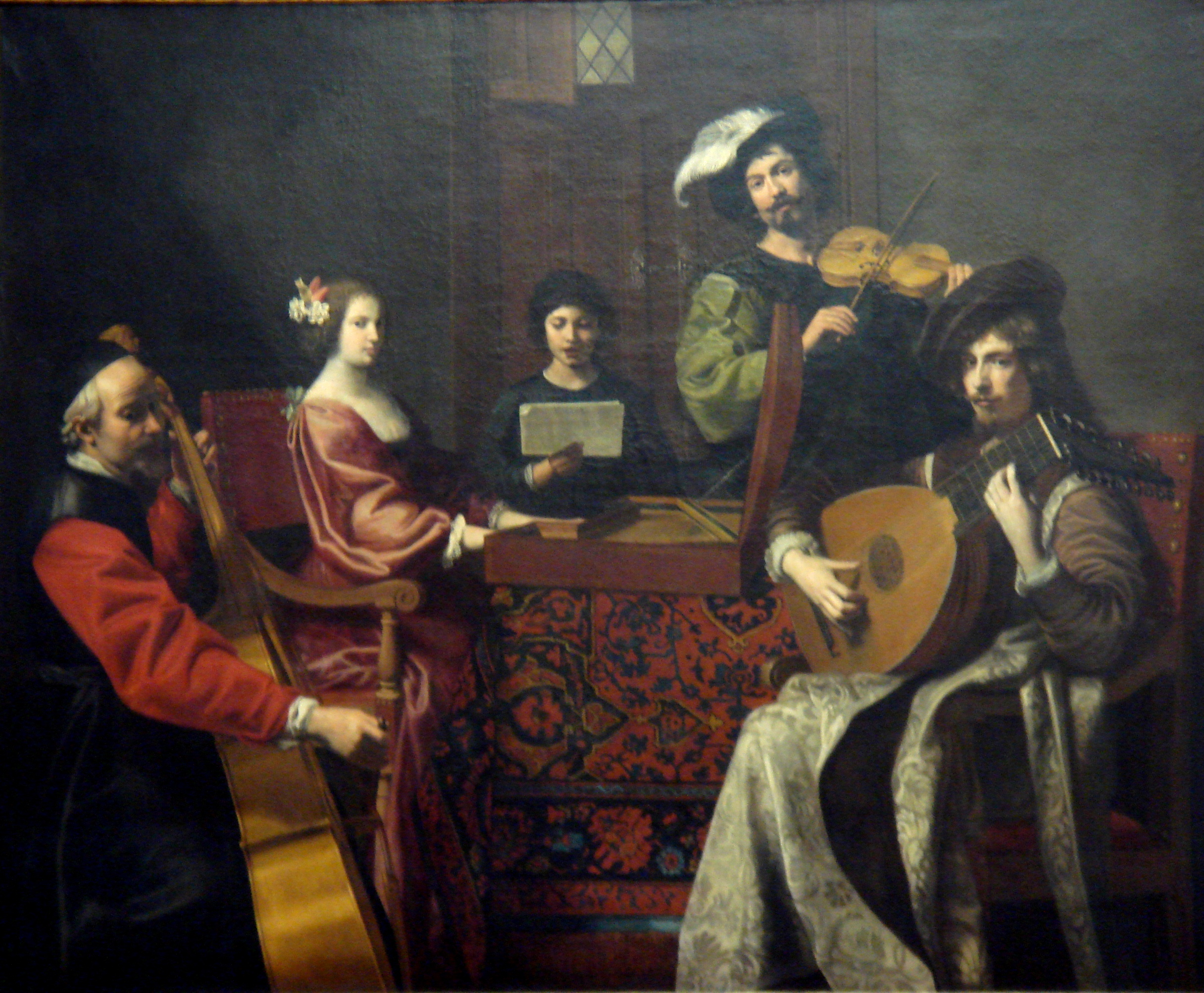
Nicolas Tournier: Le Concert 1630-1635.

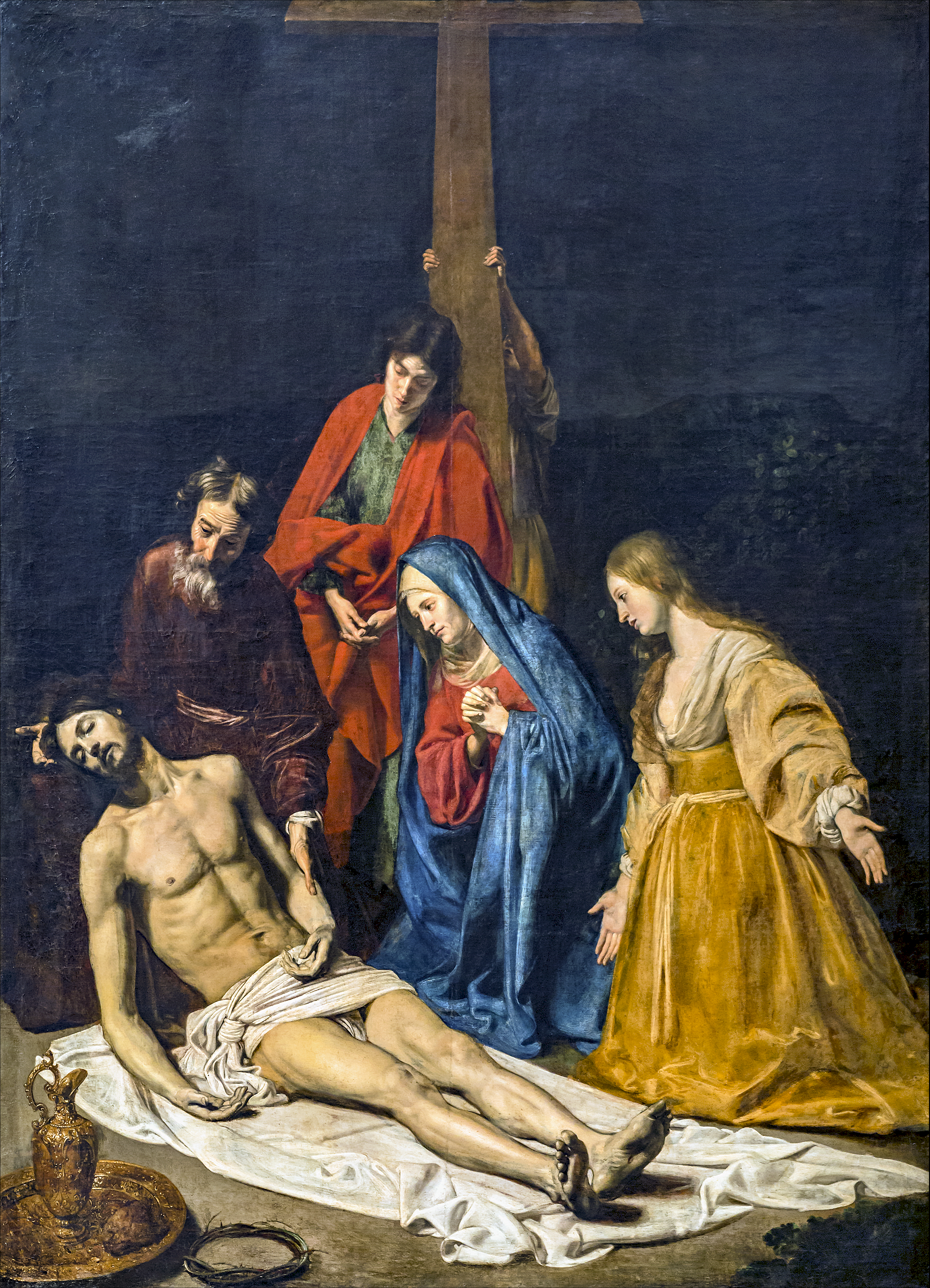
Pintura de Nicolas Tournier

Nicolas Tournier (batizado em 12 de julho de 1590 - falecido antes de fevereiro de 1639) foi um pintor francês do período barroco.
Nascido em Montbéliard, seguiu a profissão do seu pai, André Tournier, "pintor protestante de Besançon". Pouco se sabe da sua vida antes de ter chegado a Roma, onde trabalhou entre 1619 e 1626, e foi influenciado pela obra de Caravaggio. De acordo com uma fonte, foi aluno de Valentin de Boulogne. As pinturas romanas de Tournie são estilisticamente próximas dos trabalhos de Bartolomeo Manfredi.  Pinto cenas seculares e religiosas. Um exemplo das últimas é a Crucificação com São Vicente de Paulo (Paris, Museu do Louvre). Após 1626 Tournier esteve em atividade no sul de França. Faleceu em Toulouse.  